# Publicación oficial
La Constitución española de 1978 dispone en su artículo 9.3 que “La Constitución garantiza...la publicidad de las normas”.

## Material de consulta
En España se pueden consultar las leyes, disposiciones y actos de inserción obligatoria en las siguientes publicaciones oficiales:

### Boletín Oficial del Estado
De acuerdo con el Real Decreto 181/2008, de 8 de febrero, de ordenación del diario oficial Boletín Oficial del Estado, el BOE es el diario oficial del Estado español, el medio de publicación de las leyes, disposiciones y actos de inserción obligatoria. 

### Boletines Oficiales Autonómicos
Por su parte, en España los distintos gobiernos autonómicos cumplen dicho precepto mediante los boletines o diarios oficiales respectivos. 

### Boletín Oficial del Parlamento Europeo
- Diario Oficial de la Unión Europea